# Sonate K. 515
La sonate K. 515 (F.459/L.255) en ut majeur est une œuvre pour clavier du compositeur italien Domenico Scarlatti.

## Présentation
La sonate K. 515, en ut majeur, notée Allegro, forme la seconde œuvre d'une paire, avec la sonate précédente de même tonalité, présente dans toutes les sources et qui débute les volumes XIII de Venise et XV de Parme. Scarlatti utilise tout le clavier jusqu'au sol aigu.

## Manuscrits
Le manuscrit principal est le numéro 2 du volume XIII (Ms. 9784) de Venise (1754), copié pour Maria Barbara ; les autres sont Parme XV 2 (Ms. A. G. 31420), Münster I 58 (Sant Hs 3964) et Vienne D 8 (VII 28011 D).

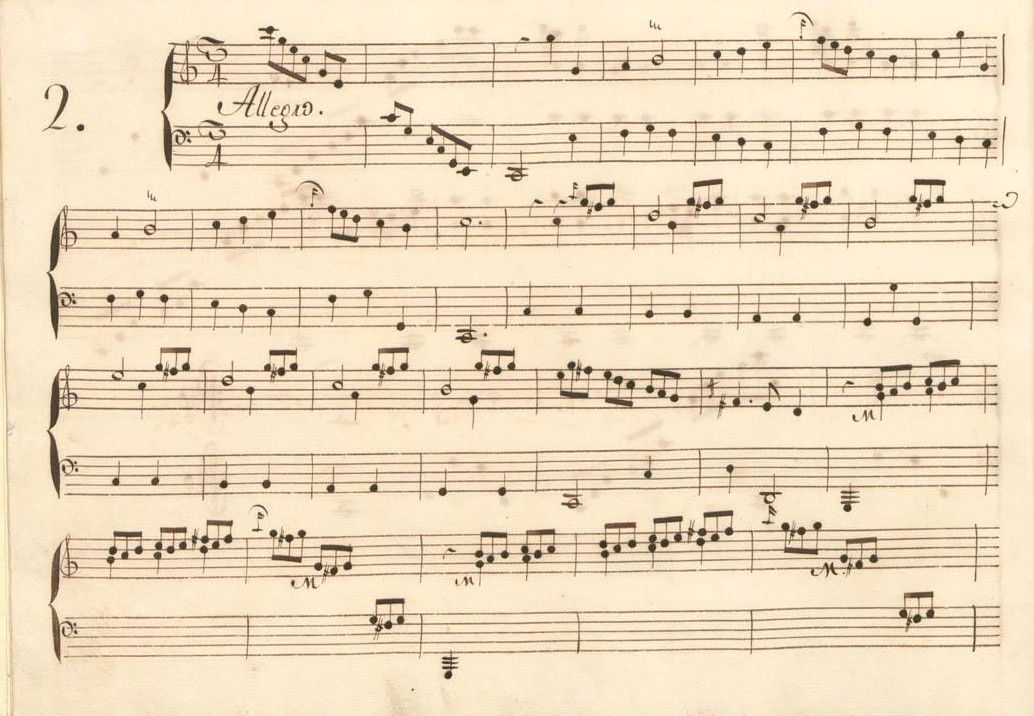
Parme XV 2.
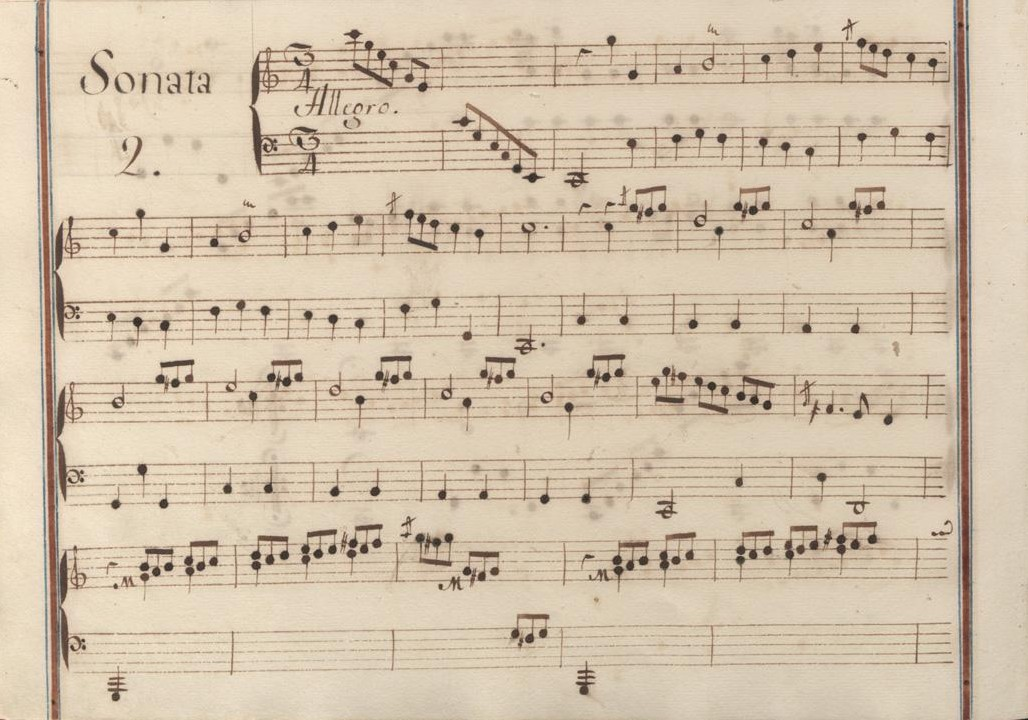
Venise XIII 2.

## Interprètes
La sonate K. 515 est défendue au piano notamment par Clara Haskil (1950, Westminster Records/DG) et Christian Zacharias (1994, EMI), Maurizio Baglini (2014, Decca), Sonia Rubinsky (2016, Arabesque), Sergio Monteiro (2019, Naxos, vol. 23) et Margherita Torretta (2019, Academy Productions) ; au clavecin par Wanda Landowska, Luciano Sgrizzi (1964, Accord), Scott Ross (1985, Erato), Colin Tilney (Music & Arts), Richard Lester (2004, Nimbus, vol. 5) et Pieter-Jan Belder (Brilliant Classics, vol. 11).

## Sources
: document utilisé comme source pour la rédaction de cet article.
- Ralph Kirkpatrick (trad. de l'anglais par Dennis Collins), Domenico Scarlatti, Paris, Lattès, coll. « Musique et Musiciens », 1982 (1re éd. 1953 (en)), 493 p. (ISBN 978-2-7096-0118-4, OCLC 954954205, BNF 34689181).
- Alain de Chambure, « Domenico Scarlatti : Intégrale des sonates — Scott Ross », Erato (2564-62092-2), 1985 (OCLC 891183737) .